# Édouard Magnien
Pour les articles homonymes, voir Magnien (homonymie).
Marie Édouard Magnien, né le 4 juillet 1795 à Montfort-l'Amaury et mort après 1864 à Versailles, est un littérateur français.

## Biographie
Fils d'un avocat au Parlement, arrière-petit-cousin de Stéphane Mallarmé, précepteur dans la Sarthe, il est essentiellement connu pour sa Pétition à la Chambre des Députés, sur la conservation des monuments français en 1826 et sa participation à la pièce d'Eugène Sue et Ferdinand de Villeneuve, Le Secret d'état (1831).
Membre fondateur de la Société des Sciences naturelles, il en démissionne en 1864.

## Œuvres
- L'Ode au sommeil, ode, 1821
- Pétition à la Chambre des Députés, sur la conservation des monuments français, 10 février 1826
- Le Secret d'état, comédie-vaudeville en 1 acte, avec Eugène Sue et Ferdinand de Villeneuve, 1831
- Mortel, ange ou démon, 2 vols., recueils de poésies, 1836
- Excursions en Espagne ou chroniques provinciales de la péninsule, 1836
- Épître à un centenaire, 1841[3]
- Notice nécrologique sur M. Adolphe Veytard, 1851